# Xenosporium mirabile
Xenosporium mirabile är en svampart som beskrevs av Penz. & Sacc. 1901. Xenosporium mirabile ingår i släktet Xenosporium och familjen Tubeufiaceae.   Inga underarter finns listade i Catalogue of Life.